# Amtshauptmannschaft Chemnitz

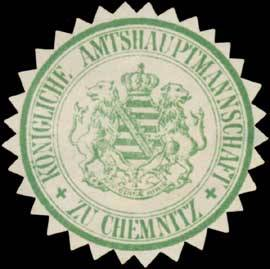
Siegelmarke Königliche Amtshauptmannschaft zu Chemnitz

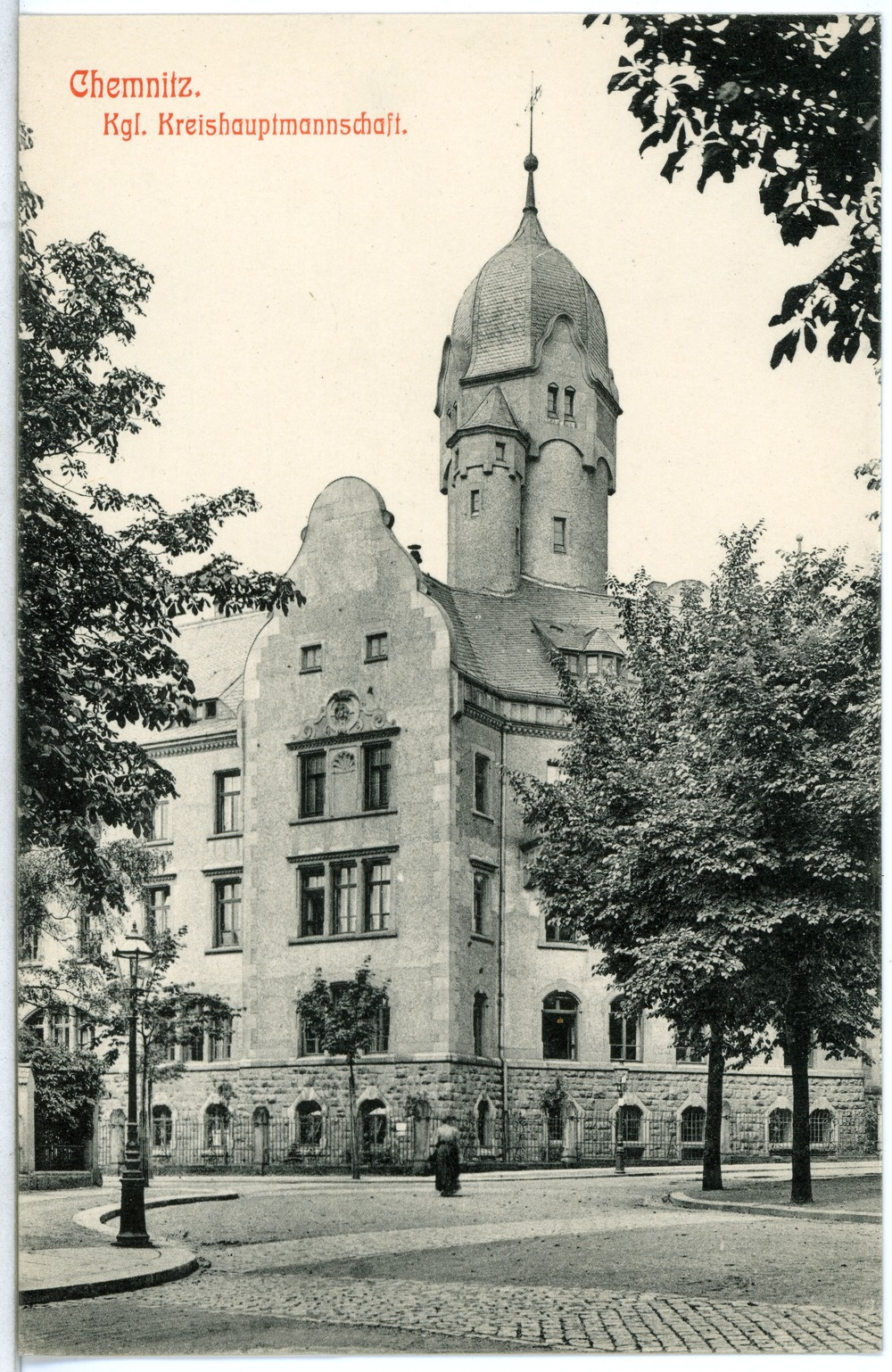
Sitz der Amtshauptmannschaft Chemnitz, Metzschstraße 2 (heute Emil-Rosenow-Straße), Ecke Reichsstraße, im Chemnitzer Stadtteil Kaßberg aus einer Postkarte von 1911. Das Gebäude wurde 1945 erheblich beschädigt, später abgetragen.

Die Amtshauptmannschaft Chemnitz war ein Verwaltungsbezirk im Königreich Sachsen und im späteren Freistaat Sachsen. Ihr Gebiet gehört heute zur Stadt Chemnitz, zum Erzgebirgskreis sowie zu den Landkreisen Mittelsachsen und Zwickau in Sachsen. Von 1939 bis 1952 hieß der Verwaltungsbezirk Landkreis Chemnitz.

## Geschichte
Im Rahmen der administrativen Neugliederung des Königreichs Sachsens wurden 1835 die vier Kreisdirektionen Dresden, Bautzen, Zwickau und Leipzig eingerichtet. Die Kreisdirektion Zwickau wurde in mehrere Amtshauptmannschaften untergliedert, darunter die I. Amtshauptmannschaft, die die Stadt Chemnitz und ihr weiteres Umland umfasste.
Mit Wirkung vom 15. Oktober 1874 wurden im Königreich Sachsen im Rahmen einer umfassenden Verwaltungsreform neue Kreishauptmannschaften und Amtshauptmannschaften eingerichtet. Aus den Gerichtsamtsbezirken Chemnitz, Limbach und Stollberg wurde die Amtshauptmannschaft Chemnitz gebildet. Die Stadt Chemnitz wurde bezirksfrei und gehörte der neuen Amtshauptmannschaft nicht an. Die sächsischen Amtshauptmannschaften waren hinsichtlich ihrer Funktion und Größe vergleichbar mit einem Landkreis.
Am 1. Oktober 1900 wurde aus dem östlichen Teil der Kreishauptmannschaft Zwickau als fünfte sächsische Kreishauptmannschaft die Kreishauptmannschaft Chemnitz gebildet, zu der fortan auch die Amtshauptmannschaft Chemnitz gehörte. Zum 1. Juli 1910 wurde aus dem südwestlichen Teil der Amtshauptmannschaft Chemnitz eine neue Amtshauptmannschaft Stollberg gebildet. Zwischen 1894 und 1929 wurden zahlreiche Chemnitzer Vororte aus der Amtshauptmannschaft nach Chemnitz eingemeindet. Im Jahr 1928 wurde im Rahmen eines Gebietsaustauschs zwischen Sachsen und Thüringen der bisher als Exklave zu Thüringen (Landkreis Altenburg) gehörige Ort Rußdorf eingegliedert. Aus der Amtshauptmannschaft Flöha wurden im Jahr 1933 einige Orte im Chemnitztal, u. a. Auerswalde, Garnsdorf und Oberlichtenau in die Amtshauptmannschaft Chemnitz umgegliedert.
1939 wurde die Amtshauptmannschaft Chemnitz in Landkreis Chemnitz umbenannt. Der Landkreis Chemnitz bestand bis zur Gebietsreform von 1952 in der DDR fort und wurde dann auf die neuen Kreise Karl-Marx-Stadt-Land, Hohenstein-Ernstthal und Stollberg im Bezirk Karl-Marx-Stadt aufgeteilt.

## Amtshauptleute und Landräte
Die Behörde wurde vom Amtshauptmann geleitet.
- nachgewiesen 1847, 1858–1862: Johann Friedrich Brückner[3]
- 1864–1874: Leonce von Könneritz
- 1874–1889: Hermann Schwedler
- 1889–1891: August Otto Fischer
- 1891–1893: Bruno Oswin Merz
- 1893–1898: Anselm Rumpelt
- 1898–1904: Johannes Hallbauer
- 1904–1910: Kurt Morgenstern[4]
- 1910–1915: Gottfried Immanuel Michel[5]
- 1915–1918: Erdmann Fritsche
- 1918–1920: Karl Siegmund Richard Lotze[6]
- 1920: zeitweise unbesetzt[7]
- 1920–1922: Richard Marcus[8]
- 1922–1932: Max Jungnickel[9]
- 1932–1933: Robert Müller
- 1933–1938: Walter Ringel[10]
- 1938–1945: Friedrich Lehmann[11]

## Einwohnerentwicklung
| Jahr      | 1849    | 1871    | 1890    | 1900    | 1910    | 1925    | 1939    |
| --------- | ------- | ------- | ------- | ------- | ------- | ------- | ------- |
| Einwohner | 176.573 | 262.197 | 187.800 | 182.136 | 129.919 | 133.463 | 157.693 |

## Gemeinden

### 1910
Der Amtshauptmannschaft gehörten 1910 46 Kommunen, darunter eine Stadt und 45 Gemeinden, an. Einzelne selbständige Gutsbezirke waren gesondert aufgeführt, sind aber in den Einwohnerzahlen der umliegenden Gemeinden aufgeführt.
| Städte                              | Städte            | Einwohnerzahl | Gemeinden                              | Gemeinden    | Einwohnerzahl | selbständige Gutsbezirke (1. Dez. 1900) | Einwohnerzahl |
| ----------------------------------- | ----------------- | ------------- | -------------------------------------- | ------------ | ------------- | --------------------------------------- | ------------- |
| AMTSHAUPTMANNSCHAFT gesamt: 129.919 |                   |               |                                        |              |               | selbständige Gutsbezirke (1. Dez. 1900) | Einwohnerzahl |
| Städte                              | Städte            | 16.806        | Gemeinde                               | Gemeinde     | 113.113       | selbständige Gutsbezirke (1. Dez. 1900) | Einwohnerzahl |
| 1                                   | Limbach           | 16.806        | 2                                      | Harthau      | 6.484         | Rittergut Mittelfrohna                  | 153           |
|                                     |                   |               | 3                                      | Wittgensdorf | 6.258         | Rittergut Niederrabenstein              | 68            |
| 4                                   | Grüna             | 5.913         | Rittergut Neukirchen                   | 66           |               |                                         |               |
| 5                                   | Neukirchen        | 5.650         | Rittergut Oberrabenstein               | 61           |               |                                         |               |
| 6                                   | Oberfrohna        | 5.269         | Rittergut Limbach                      | 53           |               |                                         |               |
| 7                                   | Einsiedel         | 4.916         | Rittergut Wittgensdorf                 | 49           |               |                                         |               |
| 8                                   | Rabenstein        | 4.812         | Kanzleilehngut Höckericht              | 39           |               |                                         |               |
| 9                                   | Burkhardtsdorf    | 4.652         | Rittergut Schönau bei Chemnitz         | 20           |               |                                         |               |
| 10                                  | Reichenbrand      | 4.087         | Rittergut Kändler                      | 10           |               |                                         |               |
| 11                                  | Schönau           | 3.934         | Allodialgut Leukersdorf                | 10           |               |                                         |               |
| 12                                  | Borna             | 3.499         | Staatsforstrevier Dittersdorf (Anteil) | 0            |               |                                         |               |
| 13                                  | Röhrsdorf         | 3.460         | Rittergut Niederfrohna                 | 0            |               |                                         |               |
| 14                                  | Siegmar           | 3.271         | Staatsforstrevier Plaue (Anteil)       | 0            |               |                                         |               |
| 15                                  | Pleißa            | 2.981         | Staatsforstrevier Rabenstein           | 0            |               |                                         |               |
| 16                                  | Gornsdorf         | 2.928         | Staatsforstrevier Thum (Anteil)        | 0            |               |                                         |               |
| 17                                  | Auerbach          | 2.806         |                                        |              |               |                                         |               |
| 18                                  | Furth             | 2.455         |                                        |              |               |                                         |               |
| 19                                  | Mittelbach        | 2.322         |                                        |              |               |                                         |               |
| 20                                  | Wüstenbrand       | 2.145         |                                        |              |               |                                         |               |
| 21                                  | Kändler           | 2.109         |                                        |              |               |                                         |               |
| 22                                  | Klaffenbach       | 2.080         |                                        |              |               |                                         |               |
| 23                                  | Markersdorf       | 2.069         |                                        |              |               |                                         |               |
| 24                                  | Meinersdorf       | 1.948         |                                        |              |               |                                         |               |
| 25                                  | Euba              | 1.853         |                                        |              |               |                                         |               |
| 26                                  | Leukersdorf       | 1.806         |                                        |              |               |                                         |               |
| 27                                  | Neustadt          | 1.803         |                                        |              |               |                                         |               |
| 28                                  | Mittelfrohna      | 1.774         |                                        |              |               |                                         |               |
| 29                                  | Erfenschlag       | 1.722         |                                        |              |               |                                         |               |
| 30                                  | Adorf             | 1.709         |                                        |              |               |                                         |               |
| 31                                  | Reichenhain       | 1.693         |                                        |              |               |                                         |               |
| 32                                  | Rottluff          | 1.675         |                                        |              |               |                                         |               |
| 33                                  | Glösa             | 1.561         |                                        |              |               |                                         |               |
| 34                                  | Niederhermersdorf | 1.375         |                                        |              |               |                                         |               |
| 35                                  | Bräunsdorf        | 1.352         |                                        |              |               |                                         |               |
| 36                                  | Oberhermersdorf   | 1.201         |                                        |              |               |                                         |               |
| 37                                  | Eibenberg         | 1.112         |                                        |              |               |                                         |               |
| 38                                  | Niederfrohna      | 1.109         |                                        |              |               |                                         |               |
| 39                                  | Stelzendorf       | 1.019         |                                        |              |               |                                         |               |
| 40                                  | Berbisdorf        | 828           |                                        |              |               |                                         |               |
| 41                                  | Kemtau            | 820           |                                        |              |               |                                         |               |
| 42                                  | Altenhain         | 703           |                                        |              |               |                                         |               |
| 43                                  | Fichtigsthal      | 670           |                                        |              |               |                                         |               |
| 44                                  | Kleinolbersdorf   | 610           |                                        |              |               |                                         |               |
| 45                                  | Draisdorf         | 431           |                                        |              |               |                                         |               |
| 46                                  | Heinersdorf       | 239           |                                        |              |               |                                         |               |

### 1939
Gemeinden der Amtshauptmannschaft Chemnitz mit mehr als 2.000 Einwohnern (Stand 1939):
| Gemeinde       | Einwohner | Gemeinde        | Einwohner |
| -------------- | --------- | --------------- | --------- |
| Adelsberg      | 6.009     | Adorf           | 2.178     |
| Auerbach       | 4.386     | Auerswalde      | 3.349     |
| Burkhardtsdorf | 5.655     | Einsiedel       | 6.119     |
| Erfenschlag    | 2.165     | Euba            | 2.021     |
| Glösa          | 4.554     | Gornsdorf       | 3.595     |
| Grüna          | 7.280     | Harthau         | 6.804     |
| Kändler        | 2.680     | Kemtau          | 2.404     |
| Klaffenbach    | 2.808     | Leukersdorf     | 2.133     |
| Limbach        | 17.188    | Meinersdorf     | 2.532     |
| Mittelbach     | 2.547     | Neukirchen      | 8.002     |
| Niederfrohna   | 3.833     | Oberfrohna      | 10.209    |
| Pleißa         | 3.377     | Rabenstein      | 6.662     |
| Röhrsdorf      | 3.841     | Siegmar-Schönau | 19.896    |
| Wittgensdorf   | 7.051     | Wüstenbrand     | 3.096     |

Die kreisfreie Stadt Chemnitz hatte 1939 334.713 Einwohner.